# John Philip Sousa
John Philip Sousa (6 de noviembre de 1854-6 de marzo de 1932) fue un compositor y director de orquesta estadounidense de finales del Romanticismo, conocido principalmente por sus marchas militares estadounidenses. Se le conoce como el "Rey de las marchas" o el "Rey de las marchas estadounidenses", para distinguirlo de su homólogo británico Kenneth J. Alford. Entre las marchas más conocidas de Sousa se encuentran "The Stars and Stripes Forever" (marcha nacional de los Estados Unidos), "Semper Fidelis" (marcha oficial del Cuerpo de Marines de los Estados Unidos), "The Liberty Bell", "The Thunderer", y "The Washington Post".
Sousa comenzó su carrera tocando el violín y estudiando teoría musical y composición con John Esputa y George Felix Benkert. Su padre lo alistó en la Banda de Música del Cuerpo de Marines de los Estados Unidos como aprendiz en 1868. Sousa dejó la banda en 1875 y, durante los cinco años siguientes, tocó el violín y aprendió a dirigir. En 1880, Sousa se reincorporó a la Banda de Música del Cuerpo de Marines y sirvió allí como director durante 12 años. En 1892, dejó la Banda de Música del Cuerpo de Marines y organizó la Banda Sousa, una organización civil. Desde 1880 hasta su muerte, Sousa se dedicó exclusivamente a la dirección y la composición musical. Contribuyó al desarrollo del sousafón, un gran instrumento de viento metal similar al helicón y la tuba.
Tras la entrada de Estados Unidos en la Primera Guerra Mundial, Sousa recibió el grado de teniente en tiempos de guerra para dirigir la Banda de la Reserva Naval en Illinois. Posteriormente, regresó para dirigir la Banda Sousa hasta su fallecimiento en 1932. En la década de 1920, Sousa fue ascendido al rango permanente de teniente comandante de la reserva naval.

## Biografía
Sousa nació en Washington, hijo de John Antonio Sousa (nacido en Sevilla de ascendencia portuguesa y de madre española), y María Elisabeth Trinkhaus (nacida en Fränkisch-Crumbach, Alemania). John aprendió a tocar el violín a los seis años y cuando cumplió trece, su padre, trombonista en la banda del Cuerpo de Marines de los Estados Unidos, lo enroló en esa institución armada como aprendiz. Al poco tiempo John se escapó de casa para ir a tocar en la banda de música de un circo. Finalmente sirvió en el Cuerpo de Marines durante 7 años, hasta 1875, aprendiendo a tocar todos los instrumentos de viento y manteniendo su conocimiento del violín.
Varios años después, Sousa abandonó su aprendizaje para unirse a una orquesta de teatro. Allí aprendió a dirigir, y retornó a la Banda de la Infantería de Marina estadounidense como director en 1880. Sousa también lideró la banda del liceo Gonzaga College High School.
En 1892 Sousa formó su propia banda, la Sousa Band, con la que realizó numerosas giras por su país, y en 1900 representó a los Estados Unidos en la Exposición Universal de París, ocasión en la que desfiló por los Campos Elíseos, y llevó a cabo una gira musical por Europa. Durante la Primera Guerra Mundial, fue oficial de la Armada, y director de la Banda de la Reserva Naval en Illinois. Tras la guerra, volvió a su propia banda, hasta su muerte en 1932. Sousa siempre evitaba dirigir su banda en transmisiones de radio, ya que estaba en desacuerdo con perder el contacto directo con su audiencia. En 1929 fue persuadido de hacerlo, y sus programas radiofónicos se convirtieron rápidamente en un éxito. Está enterrado en el Cementerio del Congreso de los EE. UU., en Washington D. C.

## Obra musical

### Marchas
Sousa escribió más de 100 marchas. Algunas de las más populares son:
- "Transit of Venus March" (1883) (Marcha del Tránsito de Venus) MIDI
- "Semper Fidelis" (1888) (Siempre fiel)
- "The Washington Post" (1883)
- "The Gladiator" (1886)
- "The Thunderer" (1889)
- "Liberty Bell" (1893) (Campana de libertad)
- "Manhattan Beach" (1893) (Playa de Manhattan)
- "King Cotton" (1892) (El Rey Algodón)
- "The Stars and Stripes Forever " (Barras y estrellas por siempre) (1896)

- "El Capitán" (1896)
- "Hands Across the Sea" (1899) (Manos a través del océano)
- "The invincible Eagle" (1901)
- "Fairest of the Fair" (1908)
- "U.S. Field Artillery" (1917) (Artillería de campaña)
- "The Gallant Seventh" (1922) (El séptimo gallardo)
- "The Black Horse Troop" (1924) (La tropa del caballo negro)
- "Daughters of Texas" (1929) (Hijas de Texas)

El instrumento de bajo, de la familia de los metales, usado en las bandas de marchas, o "sousáfono", es llamado así en su honor.

### Operetas
Sousa, además de sus conocidas marchas, escribió operetas. Algunas de ellas son:
- The Queen of Hearts (1885), también conocida como Royalty and Roguery
- The Smugglers (1882)
- Desiree (1883)
- El Capitán (1895)
- The Bride Elect (1897), libreto del mismo compositor.
- The Charlatan (1898), también conocida como The Mystical Miss, letras por Sousa.
- Chris and the Wonderful Lamp (1899)
- The Pathfinder of Panama
- The Free Lance (1905)
- The American Maid (1909), también conocida como The Glass Blowers.

Sousa compuso asimismo la música para seis operetas inconclusas o no representadas: The Devils' Deputy, Florine, The Irish Dragoon, Katherine, The Victory y The Wolf.
La opereta El Capitán es la más conocida desde que ha sido escrita. Muchas de las marchas tienen temas derivados de las operetas.